# Laurent Lafon
Pour les personnes ayant le même patronyme, voir Lafon.
 (novembre 2024).
L'article doit être relu — et modifié si nécessaire — par des contributeurs indépendants pour apporter un regard critique aux contributions effectuées en violation des conditions d'utilisation de Wikipédia, tant sur la forme (notamment concernant le style encyclopédique, la proportionnalité) que sur le fond (la neutralité de point de vue, la qualité et l'indépendance des sources).
Laurent Lafon, né le 18 novembre 1965 à Saint-Germain-en-Laye, est un homme politique français, actuellement sénateur du Val-de-Marne, membre du groupe Union centriste.

## Formation et carrière professionnelle
Laurent Lafon est diplômé en économie de l’université Paris-Nanterre et de Sciences Po Paris.
De 1992 à 1997, il est consultant en finances locales. Il réalise près de 500 mission de conseils auprès des collectivités locales. De 2002 à 2023, il est professeur associé au CNAM au sein de l'équipe pédagogique « Territoires, département, villes, échanges et territoires ».

## Maire de Vincennes
D'abord conseiller municipal à Vincennes en 1995, il est nommé adjoint aux finances et au domaine par Patrick Gérard. Après la démission de Patrick Gérard en 2002 en cours de mandat, Laurent Lafon est élu maire de Vincennes, à trente six-ans. En mars 2008, il est réélu au premier tour, sa liste ayant obtenu plus de 59,76 % des suffrages exprimés.
Le 23 mars 2014, lors des élections municipales, il est réélu maire de Vincennes également dès le premier tour avec près de 67 % des voix

## Sénateur du Val-de-Marne
Elu pour la première fois aux Sénat en 2017 avec 279 voix, il est réélu en 2023 avec 427 voix.
En 2018, Laurent Lafon est chargé par le Premier ministre Edouard Philippe d’une mission parlementaire visant à étudier la mobilité académique des étudiants en Île-de-France,. Son rapport, remis en 2019, conduit à des ajustements dans l’accès au premier cycle de l’enseignement supérieur, notamment en mettant fin à la discrimination subie par les étudiants habitants dans les départements de première et seconde couronne souhaitant accéder aux universités parisiennes.
Depuis 2020, il préside la commission de la Culture, de l’Éducation, de la Communication et du Sport.